# Средние Курилы

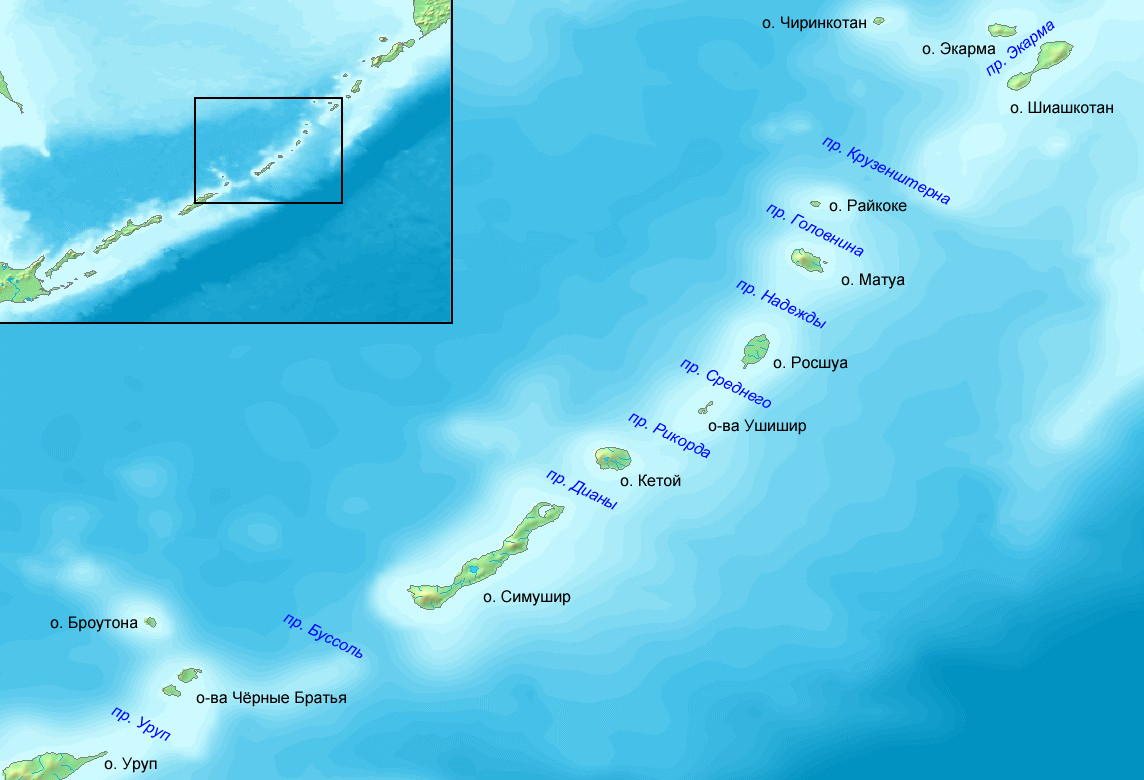
Карта расположения Средних Курил

Средние Курилы — условное обозначение срединной части вытянутой с севера на юг Курильской островной цепи, от Райкоке до Брат-Чирпоева. Острова объединяются в научно-исследовательских материалах по принципу наличия общих особенностей географии, геологического строения, климата, а также флоры и фауны.

## География и геология
В Средние Курилы включают следующий отрезок из цепочки островов и субархипелагов в средней части Большой Курильской гряды в порядке перечисления с севера на юг: Райкоке, Матуа, Расшуа, субархипелаг Среднего, субархипелаг Ушишир, Кетой, Симушир, остров Броутона, субархипелаг Чёрные Братья (с самым южным островом Брат-Чирпоев в нём).
Административно разделены между двумя районами: северная часть этого условного звена островной цепи — от Райкоке до Кетоя — входит в состав Северо-Курильского района, южная часть — от Симушира до субархипелага Чёрные Братья (до его южного острова Брат-Чирпоев) — в состав Курильского района.
От Северных и Южных Курил отличаются небольшими размерами и невысокими пиками. Все Средние Курилы имеют вулканическоe происхождение. В геологическом плане блок островов Средних (как и Северных) Курил является пограничным, располагаясь в области перехода от Курильской дуги к полуострову Камчатка. Анализ закономерностей распределения землетрясений по типам очаговых подвижек для Средних Курил показывает что до глубины 600 км Средние Курилы, как и Северные, демонстрируют аналогичную сейсмоактивную картину, но затем она усложняется.
Основными морфоструктурами на океанском склоне данного участка Большой Курильской гряды являются подводный хребет Витязя и прогиб, отделяющий его от Курильских островов.
Геофизические работы, начатые здесь в конце 1950-х — начале 1960-х годов в рамках Международного геофизического года и проекта «Верхняя мантия Земли и ее влияние на развитие земной коры», дали первые представления о глубинном строении этого района и позволили также обнаружить различия между срединным звеном Курил и его флангами по характеру геофизических полей, мощности, внутреннему строению земной коры и верхней мантии. Кроме того, указанный район был выделен и по сейсмологическим характеристикам. На фоне общей сейсмоактивной обстановки Курило-Камчатской островодужной системы в его пределах было отмечено долговременное отсутствие сильнейших землетрясений. По этому признаку данный район впервые был обособлен в работах С.А. Федотова с введением понятия «сейсмическая брешь».

## Климат
Для средних островов характерен несколько менее жёсткий ветровой режим, но вокруг них циркулируют круглогодично холодные морские воды как на охотоморской, так и на тихоокеанской стороне (Курильское течение). Его ответвления входят и в Охотское море по проливам между островами Кетой, Симушир и Уруп. Сумма вегетативных температур низка, но она нарастает, и климат в целом характеризуется как океанический морской из-за отсутствия сильных морозов зимой. Рекорды минимальных температур для Средних Курил составляют лишь −14°С, что даже немного выше чем на Южных Курилах. Это объясняется меньшей годовой амплитудой температуры вод вокруг Средних островов по сравнению как с Южными, так и с Северными. Зимой хорошо циркулирующие по широким проливам преимущественно тихоокеанские по происхождению воды вокруг Средних Курил сохраняют среднюю положительную температуру до +1,5 °C и выше, и поэтому не замерзают. Сильных морозов в воздухе также не бывает. Средняя температура воздуха над средними островами в январе составляет около −5…-6 °С. В то же время и к середине лета воды вокруг островов прогреваются до менее чем +3 °C. Таким образом, климат Средних Курил несуров и слабоконтрастен. Особенностью Средних Курил является максимальное увлажнение (до 1610 мм осадков в год на острове Симушир).

## Флора и фауна
Несмотря на более мягкий климат, чем на северных островах, сухопутные флора и фауна Средних Курил довольно бедны и редко превышает 300 видов высших сосудистых растений. Объясняется это небольшими размерами, вулканической деятельностью, а также отсутствием физического взаимодействия с близлежащими Камчаткой и Чукоткой даже в период максимальной регрессии мирового океана. Тем не менее, в основе своей флора Средних Курил бореальна. Морская флора более богата и разнообразна чем сухопутная.
В прибрежной акватории встречается много кольчатой нерпы, тогда как островной тюлень и пятнистая нерпа более обычны на севере и на юге Курильского архипелага.

## Население
К началу XXI века Средние Курилы, в отличие от Северных и Южных, полностью лишились постоянного населения, как гражданского, так и военного.
В 2021 году военная инфраструктура была расконсервирована на среднекурильском острове Матуа. На боевое дежурство встали ракетные установки «Бал» и «Бастион».

## См.также
- Северные Курилы
- Южные Курилы